# Стегастейн
Стегастейн (норв. Stegastein) — оглядовий майданчик з панорамою Еурландсфіорда,  фюльке Согн-ог-Ф'юране, Норвегія.
Оглядовий майданчик Стегастейн є частиною Національної туристичної дороги, що проходить від Еурланд до Лердал, відомої як «Снігова дорога». Споруда на замовлення Норвезької адміністрації державних доріг розроблена 2005 року архітекторами Тоддом Сондерсом і Томмі Вільгельмсеном, будівництво завершене компанією Veidekke AS у червні 2006 року.
Конструктивно майданчик є пішохідним мостом, довжиною 30 і шириною 4 метри, що спирається на край ущелини, а дев'ятиметрова опора з іншого краю спирається у схил. За словами архітекторів, вони керувалися принципом, що природа первинна, а архітектура вторинна, і що в такому чудовому місці потрібно якомога менше втручатися в ландшафт. Мінімалістична сталева конструкція ззовні має покриття з ламінованої соснової дошки. Міст виконано у вигляді трампліну, який завершується нахиленою скляною панеллю, що посилює відчуття перебування безпосередньо над Еурландсфіордом. Оглядовий майданчик розташований на висоті 640 м над фіордом і надає можливість побачити чудову панораму.